# Bánh Pampuchy
Pampuchy ([pampuxɨ] ⓘ; xem các tên khác) là một loại bánh bao (Kluski) men hấp hoặc bánh rán (pączek) trong Ẩm thực Ba Lan. Một bánh pampuch (số ít) được nấu chín có Hình bầu dục, mặt dưới phẳng, có độ dẻo, xốp và mềm đồng đều. Pampuchy hay bułki na parze được dùng nóng: ngọt (với mứt hoặc trái cây) hoặc mặn (với nước xốt hoặc kèm thịt).
Pampuchy đã chế biến nhưng chưa được nấu chín có thể được tìm thấy ở hầu hết các cửa hàng tạp hóa ở Ba Lan.

## Từ nguyên học
Thuật ngữ pampuch trong tiếng Ba Lan xuất phát từ Pfannkuchen ("pancake") (bánh kếp) trong tiếng Đức  trong đó lần lượt là Pfanne ("pan") (chảo) và Kuchen ("cake") (bánh) tương đương với từ "pancake" (bánh kếp) trong tiếng Anh. Pampukh là một loại bánh ngọt hoặc bánh rán hình tròn của Ukraina, xuất phát từ tên gọi pampuch.

## Khác biệt giữa các vùng

### Kuyavia
Món bánh ở vùng Kuyavia có tên gọi là bułki na parze / pampuchy z Kujaw, là một sản phẩm được bảo vệ theo Chỉ dẫn địa lý và đặc sản truyền thống trong Liên minh châu Âu.
Theo truyền thống, món này được phục vụ trong bữa tối hàng ngày trong các gia đình ở Kuyavia-Pomerania như là bữa ăn chính hoặc bữa ăn nhẹ. Thường được ăn kèm với Xốt nếu là món mặn hoặc với Kem chua và Đường (thực phẩm) hay với Quả nếu ăn ngọt.

### Vùng Lublin
Các biến thể dưới đây được tìm thấy trong Danh mục các Sản phẩm truyền thống của Bộ Nông nghiệp và Phát triển nông thôn Ba Lan:
- Parowańce z kaszą jaglaną (parowańce với kê Kasha (tạm dịch: kiều mạch) - có nguồn gốc từ vùng xung quanh làng Kąkolewnica ở Lubelskie. Một món ăn kiểu pyzy được nhồi một ít Kê Kasha bên trong.[7]
- Parowańce brzozowickie z kapustą i grzybami (Brzozowice parowańce với bắp cải và nấm) - có nguồn gốc từ làng Brzozowica Mała, Gmina Kąkolewnica. Một món ăn kiểu kluski được nhồi một ít nấm dại và bắp cải.[8]
- Parowańce z serem (parowańce với pho mát) - có nguồn gốc từ làng Kąkolewnica, Lubelskie. Một món ăn kiểu pyzy được nhồi một ít pho mát trắng.[9]
- Parowańce żakowolskie z soczewicą (Żakowala parowańce với Thiết đậu) - có nguồn gốc từ làng Żakowola Poprzeczna. Món ăn nhẹ pyzy với bánh nhồi Thiết đậu nghiền, có thêm Hành tây chiên.[10]

### Greater Poland
Ở vùng Poznań (phương ngữ Poznań: kluchy na łachu, parowce, kluchy z łacha, kluchy na lumpie) bột nhào được làm từ Bột chua Nấm men (men bột có bổ sung một lượng nhỏ Sữa, Bột (lương thực), Đường (thực phẩm) và Muối ăn), sau đó được trộn với các thành phần bột nhào có liên quan (Bột (lương thực), Trứng (sinh học) và Sữa). Bơ thực vật được thêm vào bột nhào. Nồi nấu được lót bằng một miếng vải nhỏ, sau đó đặt các cục bột nhào hình bầu dục vào, đậy nắp và nấu khoảng 20 phút. Theo cách truyền thống, bánh pampuchy được dùng kèm với Cải bắp tím và vịt nướng với Táo tây. Đây là món truyền thống và món ăn trong lễ hội của ẩm thực Poznań.
Ở Vùng Kalisz, bột cho pyzy, parówki hay pampuchy được làm từ Nấm men Kê có thêm sữa, đường, bột mì, trứng, Bơ và muối. Những món này thông thường được ăn kèm với Chả chìa và Cải bắp trắng rán chua ngọt, hoặc được nhồi với trái cây và bơ chảy, đường và Quế.

### Upper Silesia
Theo cách truyền thống ở Upper Silesia (buchty, như trong bánh buchty) bánh pampuchy thường được dùng với quả mọng Kompot (Mâm xôi đen (thực vật)), powidła, Thịt lợn, Dưa cải Đức, hoặc được phủ với bơ chảy và rắc với đường.
Món này ở Opole Silesia có tên gọi buchty śląskie, czyli kluski drożdżowe gotowane na parze (buchty Silesia, hay bánh bao men hấp) đã được đưa vào Danh mục các Sản phẩm truyền thống của Bộ Nông nghiệp và Phát triển nông thôn Ba Lan kể từ ngày 6 tháng 3 năm 2007.